# 伊勢大輔

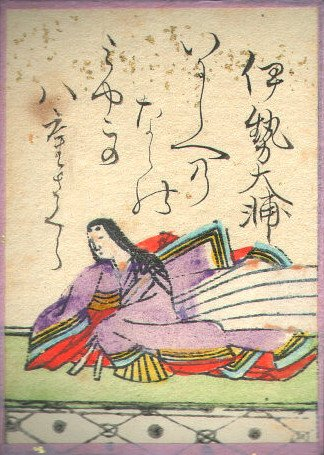
小倉百人一首より

伊勢大輔（いせのたいふ / いせのおおすけ、永祚元年（989年）? - 康平3年（1060年）?）は、平安時代中期の日本の女流歌人。大中臣輔親の娘。高階成順に嫁し、康資王母・筑前乳母・源兼俊母など優れた歌人を生んだ。中古三十六歌仙、女房三十六歌仙の一人。

## 経歴
寛弘5年（1008年）ごろに一条天皇の中宮・上東門院藤原彰子に仕え、和泉式部・紫式部などと親交し、晩年には白河天皇の傅育の任にあたった。康平3年（1060年）までの生存が確認されている。

## 逸話
『百人一首』にも採られて有名な「いにしへの」の歌は、奈良から献上された八重桜を受け取る役目を、紫式部が務める予定のところ、新参女房の伊勢大輔に譲ったことがきっかけとなり、更に藤原道長の奨めで即座に詠んだ和歌が、上東門院をはじめとする人々の賞賛を受けたものである。

## 作品
勅撰集
| 歌集名         | 作者名表記 | 歌数 | 歌集名         | 作者名表記 | 歌数    | 歌集名         | 作者名表記 | 歌数 |
| -------------- | ---------- | ---- | -------------- | ---------- | ------- | -------------- | ---------- | ---- |
| 後拾遺和歌集   | 伊勢大輔   | 27   | 金葉和歌集     | 伊勢大輔   | [ * 1 ] | 詞花和歌集     | 伊勢大輔   | 1    |
| 千載和歌集     |            |      | 新古今和歌集   | 伊勢大輔   | 7       | 新勅撰和歌集   | 伊勢大輔   | 3    |
| 続後撰和歌集   | 伊勢大輔   | 1    | 続古今和歌集   | 伊勢大輔   | 2       | 続拾遺和歌集   |            |      |
| 新後撰和歌集   |            |      | 玉葉和歌集     | 伊勢大輔   | 1       | 続千載和歌集   | 伊勢大輔   | 1    |
| 続後拾遺和歌集 | 伊勢大輔   | 2    | 風雅和歌集     |            |         | 新千載和歌集   | 伊勢大輔   | 2    |
| 新拾遺和歌集   | 伊勢大輔   | 3    | 新後拾遺和歌集 |            |         | 新続古今和歌集 | 伊勢大輔   | 1    |

定数歌・歌合
| 名称                 | 時期                  | 作者名表記 | 備考 |
| -------------------- | --------------------- | ---------- | ---- |
| 上東門院彰子菊合     | 長元5年（1032年）10月 |            |      |
| 弘徽殿女御生子歌合   | 長久2年（1041年）2月  |            |      |
| 内裏歌合             | 永承4年（1049年）11月 |            |      |
| 祐子内親王家歌合     | 永承5年（1050年）6月  |            |      |
| 皇后宮寛子春秋歌合   | 天喜4年（1056年）     |            |      |
| 志賀僧正明尊の九十賀 | 康保3年（1060年）     |            |      |

私家集
- 『伊勢大輔集』

## 百人一首
- 61番[3][4]